# Pascale Warda
Pascale Esho Warda (sirjački: ܦܐܣܟܐܠ ܐܝܫܘ ܘܪܕܐ , arapski:  باسكال إيشو وردة) (Nohadara, Irak, 1961.), iračka političarka, asirska kršćanka. Morala je u izbjeglištvo u Francusku. Studirala je na Lyonskom sveučilištu teologiju i filozofiju. Nakon američke invazije na Irak 2003., uspostavljena je prijelazna iračka vlada. Warda je bila ministrica imigracije i za izbjeglice. Na glasu je kao žestoka borkinja protiv korupcije u iračkoj vladi. U iračkoj vladi muslimani su većina. Obnašala je dužnost od 2004. do 2005. i bila je jedna od vrlo malo kršćana i žena u prvoj vladi nakon zbacivanja Saddama Huseina. Od 2005. vodi humanitarnu organizaciju koju je osnovala skupa sa suprugom, novinarom Williamom. Organizacije se zove Hammurabi Human Rights Organization i radi na stvaranju boljih odnosa između iračkih manjina (Jezidi, Sabijani, Mandaeni, Turkomani, Asirci, Armenci). State Department SAD prepoznao je njen trud te je srpnja 2019. nagradio ju jednom od svojih međunarodnih nagrada za vjerske slobode, koju dodjeljuju izvanrednim zagovarateljima vjerske slobode diljem svijeta. Predmetu je pristupala nepristrano, pa je na pitanje židovskih novinara u Parizu za status Židova u Iraku, odgovorila je tako da su arapski novinari koji su ju slušali nazvali ju židovskom ministricom. Preživjela je pet pokušaja atentata. Za Tariqa Aziza, jedinog Saddamovog ministra u vladi, inače kaldejskog kršćanina, rekla je da ga je poznavala i da je bio korumpiran i da je bio sramota za kršćane. Za vrijeme njena mandata ministrice, prva dama SAD Laura Bush pozvala ju je govoriti o uvjetima života žena na 30. summitu G8 na Sea Islandu, Georgia, SAD.